# Ming's Bight
Ming's Bight är en ort i Kanada.   Den ligger i provinsen Newfoundland och Labrador, i den östra delen av landet, 1 600 km öster om huvudstaden Ottawa. Ming's Bight ligger 106 meter över havet och antalet invånare är 333.
Terrängen runt Ming's Bight är platt åt sydost, men åt nordväst är den kuperad. Havet är nära Ming's Bight åt nordost. Trakten runt Ming's Bight är nära nog obefolkad, med mindre än två invånare per kvadratkilometer.. Närmaste större samhälle är Baie Verte, 11,0 km sydväst om Ming's Bight. 